# مژرینگ‌ورث
مژرینگ‌ورث یک سرویس آنلاین رایگان برای محاسبهٔ ارزش اقتصادی نسبی در طول زمان با استفاده از شاخص‌های قیمت است. این سرویس مجموعه‌ای از داده‌ها، نمودارها و مقایسه‌گرهایی برای قیمت‌ها در چندین ارز و سری‌های زمانی اقتصادی برای بازارهای سهام و قیمت طلا دارد. مقایسه‌های این وبگاه در طول زمان، هر ساله در بیش از ۲۰۰ اثر دانشگاهی در سال‌های ۲۰۱۸ و ۲۰۱۹ مورد استفاده قرار گرفته است.